# 필리프 리부
필리프 리부(프랑스어: Philippe Riboud, 1957년 4월 9일~)는 프랑스의 전직 펜싱 선수로 주 종목은 에페이다. 올림픽에 4회 참가하여 금메달 2개, 은메달 1개, 동메달 2개를 획득했고 1980년과 1988년 하계 올림픽 남자 에페 단체전 금메달과 1984년 하계 올림픽 남자 에페 단체전 은메달, 1988년 하계 올림픽 남자 에페 개인전 은메달,1980년,  1984년 하계 올림픽 남자 에페 개인전 동메달을 획득했다. 또한 세계 선수권 대회에서 금메달 3개와 동메달 3개, 동메달 2개를 획득했다.